# Hieronim (biskup wrocławski)
Hieronim (zm. 1062) – biskup wrocławski w latach 1051–1062. 
Diecezja wrocławska, utworzona na zjeździe gnieźnieńskim w 1000 roku, upadła w wyniku tzw. reakcji pogańskiej (1031/32) i najazdu czeskiego księcia Brzetysława I (1038). Zniszczone lub wywiezione zostały księgi diecezji (dlatego o wcześniejszych jej dziejach z czasów pierwszego biskupa Jana mamy informacje szczątkowe), upadła również dawna struktura administracyjna. Nadto cały Śląsk znalazł się w granicach Czech, a biskup praski Sewer planował włączenie regionu do swojej diecezji. Choć po stronie Polaków wystąpił w 1039 król niemiecki Henryk III Salicki, ostatecznie, podczas arbitrażu w 1041 uznał on zabór Śląska przez Czechów za fakt dokonany, choć niewykluczone, że Polsce zwrócono jakąś część tego regionu. Książę polski Kazimierz Odnowiciel dążył do odzyskania terenów zagarniętych przez Czechy i do odnowienia diecezji wrocławskiej. Wysiłki te po kilku latach przyniosły rezultat. Prawdopodobnie na synodzie w Moguncji w październiku 1049 papież Leon IX zgodził się na reaktywowanie diecezji na Śląsku, być może podporządkowując ją metropolii magdeburskiej. Rok później, w wyniku wojny polsko-czeskiej Śląsk został odzyskany, choć na mocy decyzji cesarza Henryka III z 1054 Polska musiała Czechom płacić czynsz z tego terytorium. 
Hieronim pochodził z okolic Kolonii. W 1051 Kazimierz Odnowiciel mianował Hieronima pierwszym biskupem odnowionej diecezji śląskiej. Hieronim rozpoczął wprawdzie odbudowę katedry wrocławskiej, jednak jego siedzibą był najprawdopodobniej nie Wrocław, lecz Ryczyn. Wraz z objęciem biskupstwa przez Hieronima, został założony przez benedyktynów klasztor w Lubiążu, oraz przez mnichów irlandzkich w  Oleśnicy. W 1057 uczestniczył w synodzie niemieckich biskupów w Pöhlde, zapewne jako sufragan magdeburski. Zmarł w 1062.